# Мазепинство
Мазе́пинство (у радянській та російській пропаганді відоме як «мазепинці», «мазьопи») — зневажливий ярлик, вживаний щодо національно-визвольного руху українців у Російській імперії. Походить від прізвища гетьмана Івана Мазепи. 

## Походження терміна
Термін почали вживати у XVIII ст. після виступу гетьмана Івана Мазепи проти московського царя Петра І 1709 року стосовно прихильників гетьмана, а пізніше і до інших, кого підозрювали у нелояльності до імперського режиму. Прагнення до відокремлення від Російської імперії російські націоналісти розглядали як сепаратизм і зраду. Зокрема, один із лідерів «Союзу російського народу» Дмитро Піхно стверджував: «Нинішній хохол „мазепою“ називає всякого зрадника». 
Термін набув найбільшого вжитку в кінці XIX — на початку XX сторіччя з поширенням національно-визвольного руху в Україні. На противагу «мазепинцям» російські націоналісти почали вживати термін «богданівці» в пам'ять Богдана Хмельницького, який приєднав Гетьманщину до Московського царства. Прихильники москвофільського руху в Королівстві Галичини та Володимирії на початку XX століття та російська офіційна влада називали мазепинцями своїх супротивників українофілів, прихильників незалежного розвитку України, її культури та мови. Згодом на зміну ярлику «мазепинці» з подібним смислом почали вживати терміни «петлюрівці» та «бандерівці», якими позначали прихильників незалежності України у XX сторіччі.
У сучасному вжитку мазепинство має позитивний смисл, під яким розуміють рух за незалежність і свободу України. У статті «Малоросійство» Євген Маланюк називав мазепинство «яскравим запереченням, нещадним демаскуванням і найрадикальнішою реакцією на малоросійство».